# Изложба „Нови чланови” (1978)
Изложба „Нови чланови” се одржала у периоду од 30. маја до 20. јуна 1978. године у Уметничком павиљону „Цвијета Зузорић”, Масарикова 4, и посвећена је Међународном празнику рада и Дану младости.

## Уметнички савет
Радове за изложбу је одабрао Уметнички савет Удружења ликовних уметника Србије у следећем саставу:
- Ангелина Гаталица, председница Савета
- Љиљана Блажеска
- Нандор Глид
- Живко Ђак
- Ђорђе Илић
- Никола Јанковић
- Илија Костов
- Божидар Џмерковић

## Излагачи

### Сликари
1. Татјана Ђуричковић Јерот
2. Добривоје Иванковић
3. Душан Јовановић
4. Зоран Јовановић
5. Бранислав Кеченовић
6. Весна Кнежевић
7. Гордана Крсмановић Коцић
8. Слободанка Матковић
9. Драган Милошевић
10. Љубисав Милуновић
11. Дивна Нонковић
12. Тамара Поповић
13. Слободанка Прибаковић
14. Зоран Рајковић
15. Милица Рајковић
16. Невенка Рајковић
17. Даница Ракиџић Баста
18. Оливера Савић
19. Рајко Сикимић
20. Радомир Стевић Рас
21. Миодраг Стојановић
22. Миљан Тихојевић
23. Зоран Шурлан

### Графика
1. Драгана Атанасовић
2. Радомир Ђокић
3. Слободан Кнежевић
4. Рајко Ковачевић
5. Мирко Најдановић
6. Владимир Попин
7. Кирила Радовановић
8. Невенка Стојсављевић
9. Сенадин Турсић